# Papinsaari (ö i Finland, Norra Savolax, Kuopio)
Papinsaari är en ö i Finland. Den ligger i sjön Syväri och i kommunen Kuopio i den ekonomiska regionen  Kuopio ekonomiska region  och landskapet Norra Savolax, i den centrala delen av landet, 400 km nordost om huvudstaden Helsingfors. Öns area är 6,3 hektar och dess största längd är 430 meter i sydöst-nordvästlig riktning.